# Alamo (Indiana)
Alamo es un pueblo ubicado en el condado de Montgomery en el estado estadounidense de Indiana. En el Censo de 2010 tenía una población de 66 habitantes y una densidad poblacional de 380,34 personas por km².

## Geografía
Alamo se encuentra ubicado en las coordenadas 39°59′1″N 87°3′19″O / 39.98361, -87.05528. Según la Oficina del Censo de los Estados Unidos, Alamo tiene una superficie total de 0.17 km², de la cual 0.17 km² corresponden a tierra firme y (0%) 0 km² es agua.

## Demografía
Según el censo de 2010, había 66 personas residiendo en Alamo. La densidad de población era de 380,34 hab./km². De los 66 habitantes, Alamo estaba compuesto por el 89.39% blancos, el 0% eran afroamericanos, el 3.03% eran amerindios, el 0% eran asiáticos, el 0% eran isleños del Pacífico, el 6.06% eran de otras razas y el 1.52% pertenecían a dos o más razas. Del total de la población el 6.06% eran hispanos o latinos de cualquier raza.